# Maximien d'Anazarbe
Pour les articles homonymes, voir Maximien.
 (mai 2022).
Maximien d'Anazarbe (Ve siècle), métropolite de Cilicie, se joignit à Jean d'Antioche pour excommunier Cyrille d'Alexandrie en 431. 
On conserve de lui deux lettres à Alexandre de Hiérapolis ainsi qu'une lettre pour recueillir le soutien de ses évêques au synode convoqué à Anazarbe et destiné à entériner la condamnation de Cyrille en 433.

## Écrits
- CPG 6449-6453